# Véronique (fusée)
 (avril 2024).
Si vous disposez d'ouvrages ou d'articles de référence ou si vous connaissez des sites web de qualité traitant du thème abordé ici, merci de compléter l'article en donnant les références utiles à sa vérifiabilité et en les liant à la section « Notes et références ».
Pour les articles homonymes, voir Véronique.
La fusée Véronique (« VERnon électrONIQUE ») est née d'un projet de fusée-sonde développé à partir de 1948 à Vernon, dans l'Eure. Les premiers tests sont effectués en France avec les versions Véronique R et P, à Suippes, à Vernon et enfin au Cardonnet entre 1950 et 1952. 
À compter de 1952, la version N, pour « normale », est lancée du Centre interarmées d'essais d'engins spéciaux à Hammaguir et à Reggane au cœur du Sahara algérien. En mai 1952, la première d'entre elles s'élève jusqu'à 70 km. Destinées à emporter des instruments de mesures scientifiques hors de l'atmosphère, plusieurs versions sont apparues, de plus en plus puissantes.
D'une masse allant d'une à deux tonnes selon les versions, elles mesuraient environ 6 mètres de long et emportaient une charge utile de 60 kg. Premier lanceur développé par la France, Véronique lui permet d'être le troisième pays au monde à posséder cette technologie. Cette fusée est utilisée pour faire des expériences de vols habités par des animaux.
Enfin, la fusée Véronique est la première fusée à décoller du centre spatial guyanais de Kourou en Guyane le 9 avril 1968, à la suite de la fermeture de Hammaguir en juillet 1967.

## Expériences aéronomiques
Le professeur Étienne Vassy (Laboratoire de physique de l'atmosphère, université de Paris) est le premier chercheur français qui, aidé par les militaires du Laboratoire de recherches balistiques et aérodynamiques (LRBA) à Vernon, entreprend l'étude des couches élevées de l'atmosphère terrestre par des expériences en fusée. Nombre de nuages de vapeurs métalliques sont émis dans l'atmosphère supérieure dont la déformation au cours du temps est observée à partir du sol. Le sodium fut le plus facile à manipuler. Avec le concours du professeur Jacques Blamont, on a plus tard employé également du potassium et du lithium. Afin d'étudier l'effet d'ondes de choc dans cette région, Blamont expérimente aussi des explosions de TNT.

## Expériences médico-biologiques
Le CERMA (Centre d'études et de recherches de médecine aérospatiale, professeur R. Grandpierre) effectue de 1963 à 1967 différentes expériences de lancement d'êtres vivants. Sept vols sont lancés depuis Hammaguir, avec des animaux dans une capsule pressurisée, des électrodes placées dans leur cerveau et redescendirent sur terre grâce à un parachute et à une balise radio. Le but de ces lancements était d'enregistrer le comportement de l'animal face à la microgravité. Grâce à la télémesure, la réaction des animaux aux vibrations, à l'accélération et à la microgravité était enregistrée en continu.  
Des rats furent d'abord lancés avec les fusées Véronique AGI. Le rat Hector fut le premier être vivant lancé, le 22 février 1961 — ce vol fut un succès. Pour le rat Castor, le 15 octobre 1962, la récupération de l'ogive fut trop tardive. Enfin le rat Pollux, lancé le 18 octobre 1962, ne fut pas récupéré. En 1963, le centre expérimenta le lancement de chats avec les fusées Véronique AGI. Le premier fut un succès avec l'envol du chat Félicette le 18 octobre 1963 mais le deuxième n'arriva pas à l'altitude voulue.     
Deux des cinq vols des fusées Vesta ont envoyé avec succès deux singes, dénommés Martine et Pierrette, à plus de 240 km d'altitude.

## Différents lanceurs

### Véronique R
Véronique R, pour « réduite » a été un lanceur d'essai avec un temps de combustion limité à 6,5 secondes au lieu de 32 s pour la version normale. Véronique R 8 est lancée la première fois le 2 août 1950 et la dernière le 30 janvier 1952.
Cette fusée a été testée en France à Suippes entre 1950 et 1951, puis au Cardonnet au début de l'année 1952. Il y a eu en tout huit lancements dont un échec.
- Altitude maximale : 2 km
- Poussée de démarrage : 40 kN
- Masse : 1 000 kg
- Diamètre : 0,55 m
- Longueur : 6,00 m
- Carburant : acide nitrique / kérosène

### Véronique P2
C'est une version qui a été créée pour tester un système de filoguidage, et qui était propulsée par deux roquettes à poudre. Il y a eu un seul tir d'essai le 1er avril 1954.
- Altitude maximale : 2 km
- Poussée de démarrage : 20 kN
- Longueur : 6 m
- Carburant : carburant solide

### Véronique P6
C'est une version qui a été créée pour tester un système de filoguidage, et qui était propulsée par six roquettes à poudre. Il y a eu deux tirs d'essai les 25 et 28 janvier 1952.
- Altitude maximale : 2 km
- Poussée de démarrage : 20 kN
- Longueur : 6 m
- Carburant : carburant solide

### Véronique N
Véronique Normale a été la version d'exploitation du lanceur.
- Altitude maximale : 65 km
- Poussée de démarrage : 40 kN
- Masse : 1 100 kg
- Diamètre : 0,55 m
- Longueur : 6,50 m
- Carburant : acide nitrique / kérosène

### Véronique NA
Il s'agissait d'une version allongée de Véronique N, lui permettant d'atteindre une plus grande altitude en vue de missions scientifiquement plus ambitieuses. L'amélioration a été apportée sur l'injecteur de carburant afin d'accroître la stabilité de la combustion.
- Altitude maximale : 135 km
- Poussée de démarrage : 40 kN
- Masse : 1 435 kg
- Diamètre : 0,55 m
- Longueur : 7,30 m
- Carburant : acide nitrique / kérosène

Le premier lancement d'une charge scientifique a eu lieu le 19 octobre 1954 à Hammaguir. L'unique expérience des professeurs Étienne Vassy et Karl Rawer (Laboratoire de Physique de l'atmosphère à Paris) a été la mesure du spectre des émissions ondes longues terrestres en fonction de l'altitude, qui permit de progresser sur l'absorption dans l'ionosphère.

### Véronique AGI

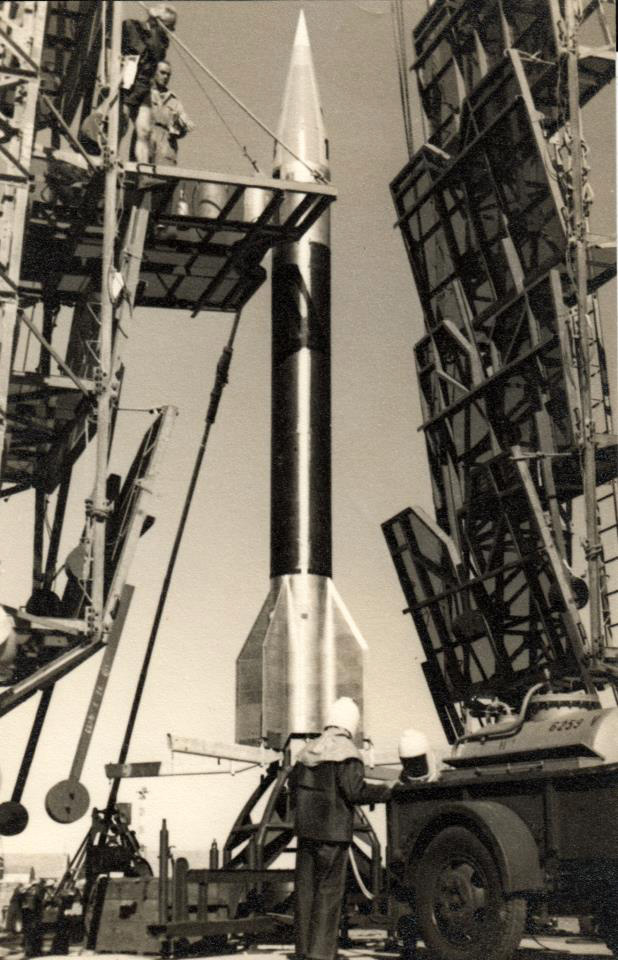
Une Véronique AGI sur son pas de tir en 1962.

La version Véronique AGI a été la fusée initialement prévue pour l'Année géophysique internationale. C'était une version améliorée du lanceur Véronique NA, avec une masse à vide réduite, et un moteur simplifié qui utilisait de l'essence de térébenthine au lieu du kérosène. Cette amélioration a permis à cette version d'atteindre 210 km d'altitude.
Le tir de la première fusée Véronique AGI lancée avec succès a lieu le 10 mars 1959, et le dernier le 20 février 1969[réf. nécessaire].
Ce fut la première fusée française à envoyer des êtres vivants (voir paragraphe particulier ci-dessus).
- Altitude maximale : 210 km
- Capacité : 60 kg
- Poussée de démarrage : 40 kN
- Masse : 1 342 kg
- Diamètre : 0,55 m
- Longueur : 7,10 m
- Carburant : acide nitrique / essence de térébenthine

### Véronique 61
C'est une version améliorée du lanceur, avec 50 % de poussée supplémentaire. Elle a été mise au point en 1961. Sur les six lancements, quatre ont échoué. La première fusée a été lancée le 8 juin 1964 et la dernière le 24 février 1967.
- Charge utile : 60 kg
- Altitude maximale : 300 km
- Poussée de démarrage : 60 kN
- Masse totale : 1 932 kg
- Diamètre : 0,55 m
- Longueur : 9,5 m
- Carburant : acide nitrique et essence de térébenthine pour le vol, et alcool furfurylique pour le démarrage du moteur

### Véronique 61M
C'est une version allongée de Véronique 61, capable de transporter une plus grande charge utile. Elle a été lancée 15 fois et connut 13 échecs. La première a été lancée le 24 mars 1966, et la dernière le 31 mai 1975.
- Charge utile : 100 kg
- Altitude maximale : 325 km
- Poussée de démarrage : 60 kN
- Masse totale : 2 050 kg
- Diamètre : 0,55 m
- Longueur : 11,7 m
- Carburant : acide nitrique et essence de térébenthine, et alcool furfurylique pour le démarrage du moteur

### Vesta
Cette fusée fut étudiée à la fin des années 1950 afin de construire une « super Véronique » capable d'atteindre 600 km d'altitude. Les essais ont commencé entre 1964 et 1969[réf. nécessaire]. Cinq Vesta ont été lancées.
- Charge utile : 500 kg
- Altitude maximale : 400 km
- Poussée de démarrage : 140 kN
- Masse totale : 5 700 kg
- Diamètre : 1 m
- Longueur : 10,2 m
- Carburant : acide nitrique et essence de térébenthine